# Robert de Gretham
Robert de Gretham est un poète anglo-normand du milieu du XIIIe siècle.
Robert de Gretham, qui était un clerc, a composé vers 1250 un Miroir dédié à une dame nommée Aline, un traité de théologie en vers contenant la traduction des évangiles destinés à être lus chaque dimanche de l’année où sont incorporés un grand nombre de récits de miracles et autres histoires édifiantes, qui indique un homme éclairé, judicieux et bon versificateur. Il est également l’auteur d’un autre poème dans le même genre intitulé le Corset.
Ici finent les domenees
Brevement espuns e endites
Ore prie tuz ke les vient e dient
K’il pu Robert de Gretham prient

## Œuvre
- Miroir, ou Les évangiles des domnées, Éd. Saverio Panunzio, Bari, Adriatica, 1967

## Référence
- Étude sur Le miroir : ou, Les évangiles des domnées de Robert Gretham. Suivie d'extraits inédits, Éd. Marion Y. H. Aitken, Paris, Champion, 1922